# Ultraismus
Der Ultraismus (von spanisch ultraísmo) ist eine Literaturbewegung, die 1918 in Spanien mit der erklärten Absicht entstand, dem Modernismo und der sogenannten Generación del 98 entgegenzutreten, die die spanische Dichtung seit Ende des 19. Jahrhunderts bestimmten. Er wurde in den Gesprächsrunden des Madrider Café Colonial unter Leitung von Rafael Cansinos Assens begründet.
Den ultraistischen Kern bildeten, neben weiteren, Vicente Huidobro, Guillermo de Torre, Juan Larrea, Gerardo Diego, Pedro Garfias, Ernesto López-Parra, Lucía Sánchez Saornil, Jacobo Sureda und Jorge Luis Borges, der damals in Madrid lebte. Wichtige Zeitschriften der Bewegung waren Grecia und Ultra.
Im Einklang mit dem italienischen und russischen Futurismus, dem Dadaismus und dem französischen Surrealismus verfolgte der Ultraismus das Ziel eines ästhetischen Umbruchs. Anders als Futurismus und Surrealismus, die alle Lebensbereiche erreichen wollten, war der Ultraismus eine rein literarische, vor allem auf die Entwicklung der Lyrik beschränkte, dafür auch in Lateinamerika einflussreiche Bewegung (siehe Argentinische Literatur).
Erst in den 1970er Jahren wurde er wiederentdeckt; in der Folge entstanden mehrere Anthologien mit ultraistischen Texten.

## Stilmerkmale
Zu den Merkmalen der ultraistischen Lyrik gehörten ihre Reduzierung auf (oft emotional hoch aufgeladene, schockierende, pessimistisch stimmende) Metaphern, ungewohnte Bildsynthesen, auch wenn diese unlogisch erscheinen, und die Verwendung von Neologismen. Kritisch setzen sich die Ultraisten von den nebelhaften Bildern und der bombastischen Rhetorik der modernistischen und symbolistischen Dichtung ab.